# Not That Kind
Not That Kind är en musikalbum av Anastacia från 1999. Det är hennes debutalbum.

## Låtlista
1. "Not That Kind"
2. "I'm Outta Love"
3. "Cowboys & Kisses"
4. "Who's Gonna Stop the Rain"
5. "Love is Alive"
6. "I Ask of You"
7. "Wishing Well"
8. "Made for Lovin' You"
9. "Black Roses"
10. "Yo Trippin'"
11. "One More Chance"
12. "Same Old Story"